# 1935 en France
Chronologie de la France
- 1931
- 1932
- 1933
- 1934
- 1935
- 1936
- 1937
- 1938
- 1939

Cette page concerne l'année 1935 du calendrier grégorien.

## Événements

### Janvier
- 7 janvier : accords de Rome - La France cède à l’Italie des territoires au sud de la Libye et en Somalie et lui accorde une participation dans le chemin de fer Djibouti-Addis-Abeba. En contrepartie, Rome renonce au statut privilégié de ses ressortissants en Tunisie[1].
- 10 janvier : décret interdisant aux magistrats toute intervention en leur faveur[2].
- 13 janvier : référendum en Sarre : 90,8 % de Sarrois sont favorables au rattachement à l'Allemagne - La France permet à l'Allemagne de récupérer, dès le 1er mars la Sarre qui était sous tutelle de la SDN depuis 1919[3].

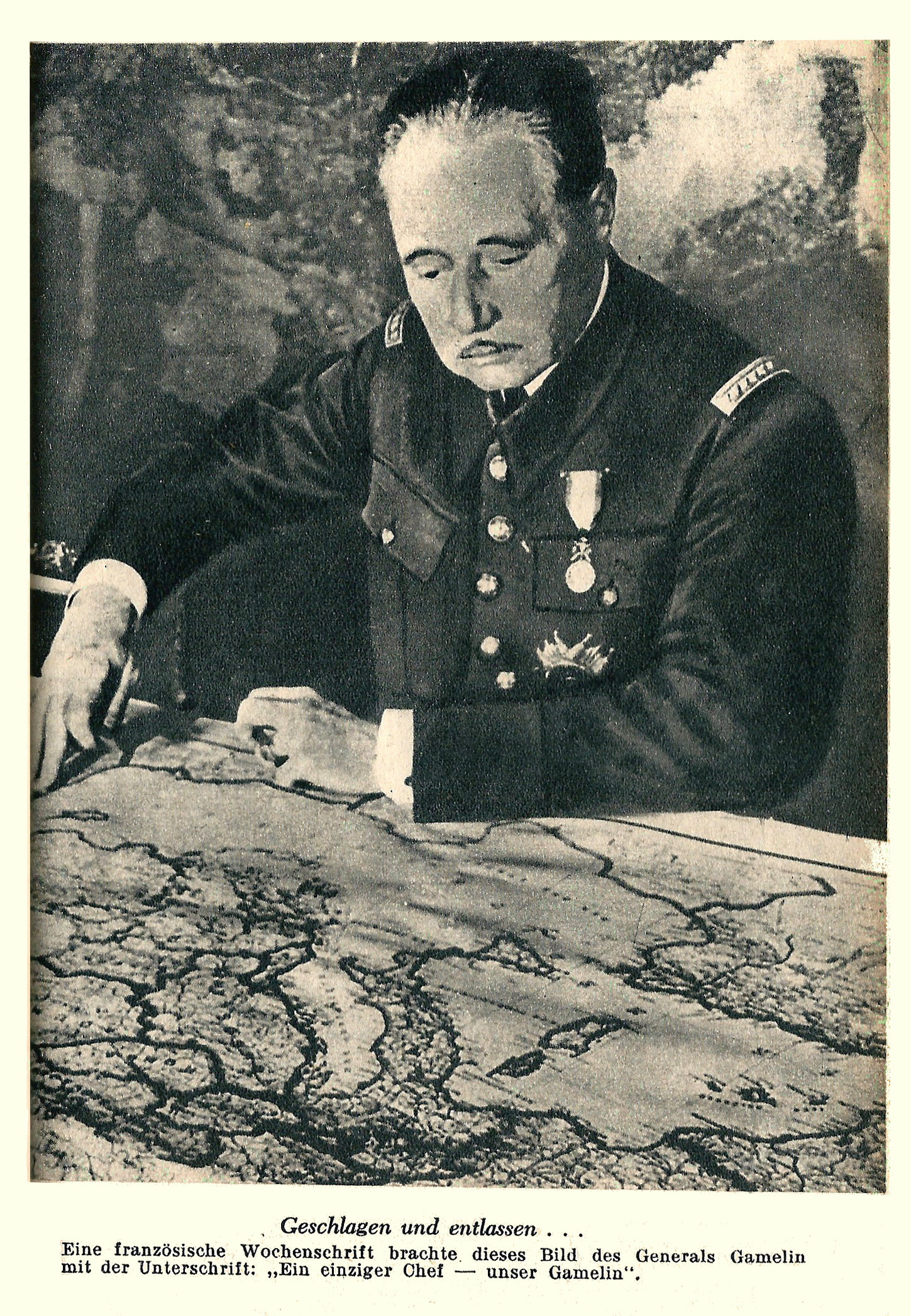
Le général Gamelin en 1935.

- 18 janvier : le général Gamelin devient vice-président du Conseil supérieur de la guerre et chef d'état-major général de l'armée[4].
- 31 janvier : décret organisant les services administratifs de la présidence du Conseil[5].

### Février
- 6 février : décret autorisant le non-renouvellement des cartes d'identité de travailleurs étrangers ayant séjourné moins de dix ans en France quand ils travaillent dans des secteurs touchés par le chômage ; tout étranger changeant de département doit obtenir une autorisation préalable de la préfecture[6].
- 22-23 février : tempête sur les régions s’étendant des Charentes à la Bourgogne[7].

### Mars
- 15 mars : la loi fixe à deux ans la durée du service militaire, à titre exceptionnel jusqu'en 1939[8].
- 29 mars : loi Brachard sur le statut de journaliste professionnel[9].
- 30 mars : le gouvernement adopte le « décret Régnier » autorisant l’État à réprimer et interdire toute manifestation dirigée contre la nation et la souveraineté française en Algérie[10].

### Avril
- 2 avril : liaison aérienne Alger-Paris[11].
- 8 avril : Arrêt Action française. La saisie par le préfet de police du journal L’Action française le 7 février 1934 à la suite des événements du 6 février 1934 est qualifiée de voie de fait par le Tribunal des conflits[12].
- 10 avril : inauguration du Collège d'Espagne à la Cité universitaire de Paris[13].
- 14 avril : conférence de Stresa - L’Italie, la France et le Royaume-Uni forment un front commun contre la violation par l’Allemagne du traité de Versailles (rétablissement de la conscription) et la menace d’Anschluss en Autriche[14].
- 17 avril : le ministre des PTT Georges Mandel annonce la mise en place d’émissions de télévision à la station de Radio-Paris-PTT[15].
- 26 avril : première émission officielle de télévision du poste « Radio-PTT Vision »[15].

### Mai

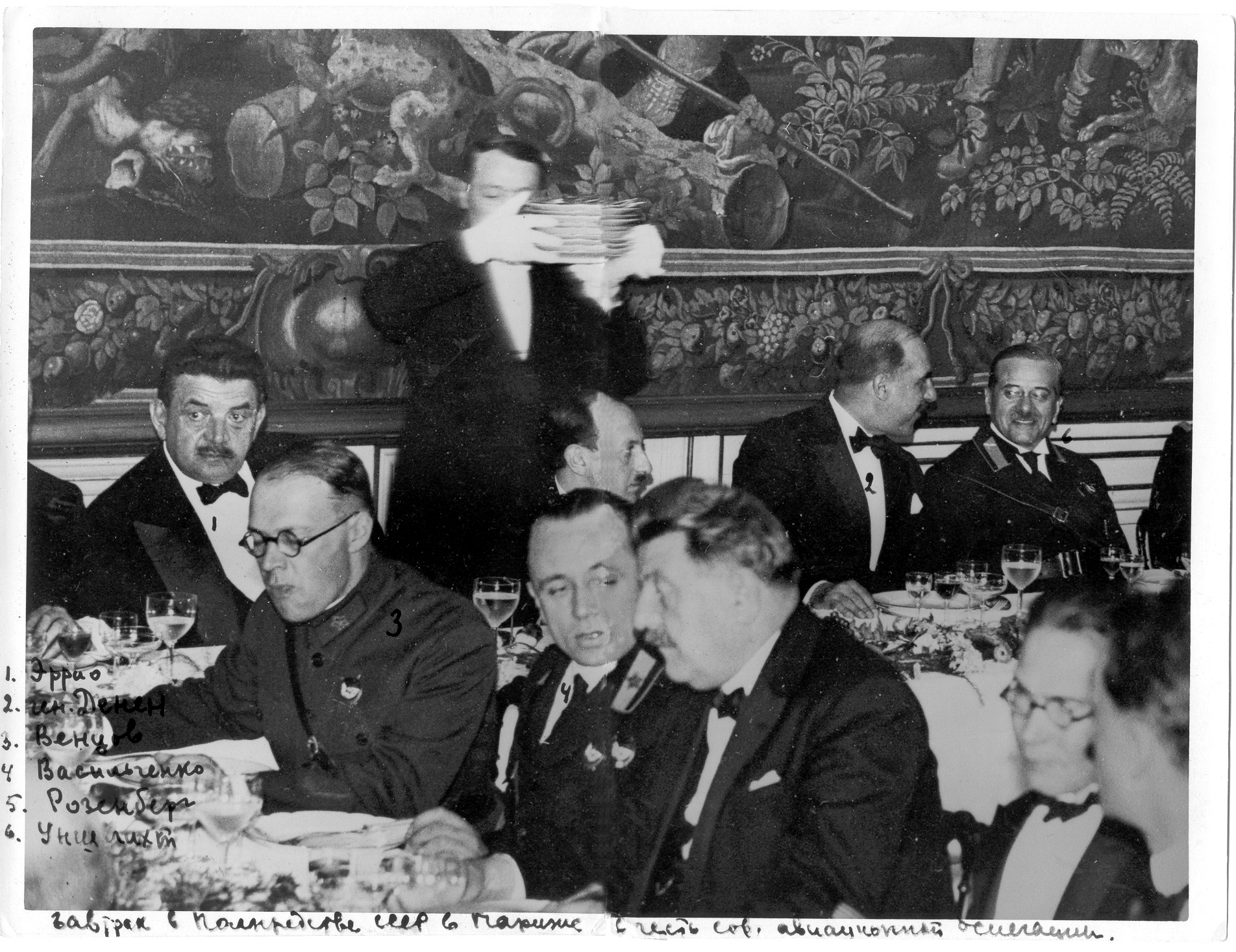
Édouard Herriot lors d'un déjeuner à l'ambassade de l'URSS à Paris en l'honneur de la délégation de l'aviation soviétique, en 1935.

- 2 mai : traité d'assistance mutuelle entre la France et l'URSS, à l'initiative d'Édouard Herriot[16].
- 5 - 12 mai : élections municipales favorables à la gauche[17]. Les radicaux, qui ont enregistré de médiocres résultats, rejoignent les deux autres partis de gauche. Le PCF obtient 90 villes.
- 18 mai : deux mille ouvrières de la confection manifestent à Paris. La grève des midinettes parisiennes, partie de chez Lanvin à la suite d'une nouvelle baisse des salaires, se propage aux maisons Chanel, Worth, Paquin, Nina Ricci, Molyneux et Decrolle. Menée par la CGTU et Germaine Chaplain (future épouse d'Eugène Hénaff), elle concerne 21 maisons de couture 4 000 ouvrières. Le 23 mai elles obtiennent de la Chambre patronale de la Haute couture des garanties de salaires, la reconnaissance des sections syndicales d’entreprises et des déléguées d’atelier et une semaine de congés payés. Le travail aux pièces est maintenu dans cinq maisons mais supprimé dans trois[18]. Les midinettes organisent un bal pour fêter la victoire le 30 mai[19].

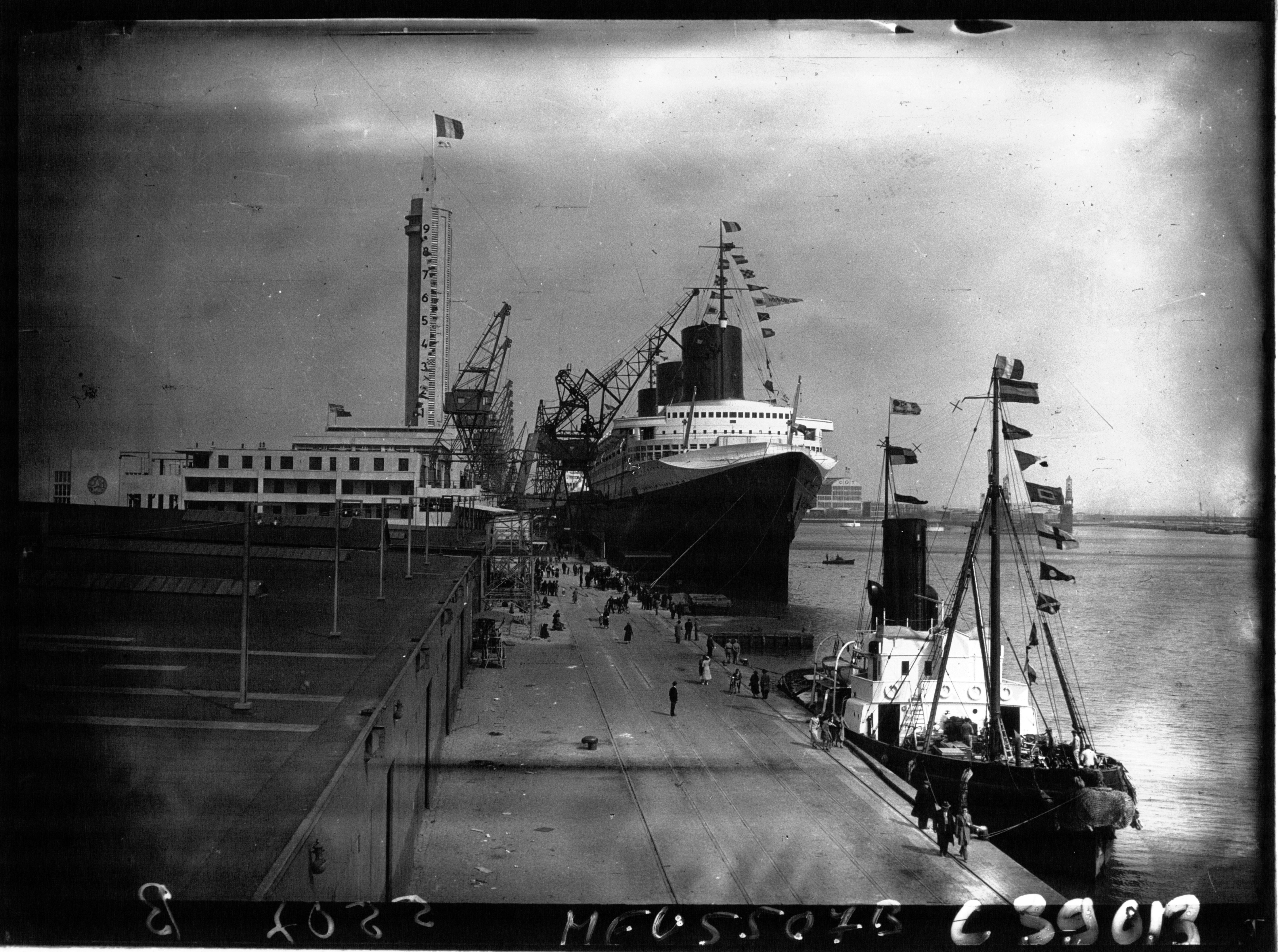
Le Normandie le jour de son inauguration.

- 29 mai : lancement du paquebot Normandie. Il remporte le ruban bleu (29 mai-3 juin)[20]. Il a été équipé d’un radar par les ingénieurs Maurice Ponte et Henri Gutton[21].
- 31 mai : chute du Président du Conseil Flandin[22].

### Juin
- 1er juin : Fernand Bouisson Président du Conseil[22].
- 4 juin : chute du Président du Conseil Bouisson[22].
- 7 juin : Pierre Laval Président du Conseil[22]. Après l’échec du gouvernement de Fernand Bouisson, Laval forme un cabinet qui reçoit le 8 juin les pleins pouvoirs financiers pour la défense du franc et la lutte contre les spéculations[23].
- 9-12 juin : 32e congrès national de la SFIO à Mulhouse[24].
- 18 juin : signature du traité naval germano-britannique, autorisant une flotte de guerre allemande ne dépassant pas 35 % du tonnage britannique, ce qui constitue une abrogation de fait du traité de Versailles[14]. Cette négociation unilatérale entre les Britanniques et l'Allemagne affaiblit de fait la conférence de Stresa unissant l'Italie, le Royaume-Uni et la France contre la montée du fascisme hitlérien.
- 21-25 juin : premier congrès international des écrivains pour la défense de la culture à Paris[25].

### Juillet
- 10-19 juillet :  5e assemblée générale de l'Union astronomique internationale à Paris[26].

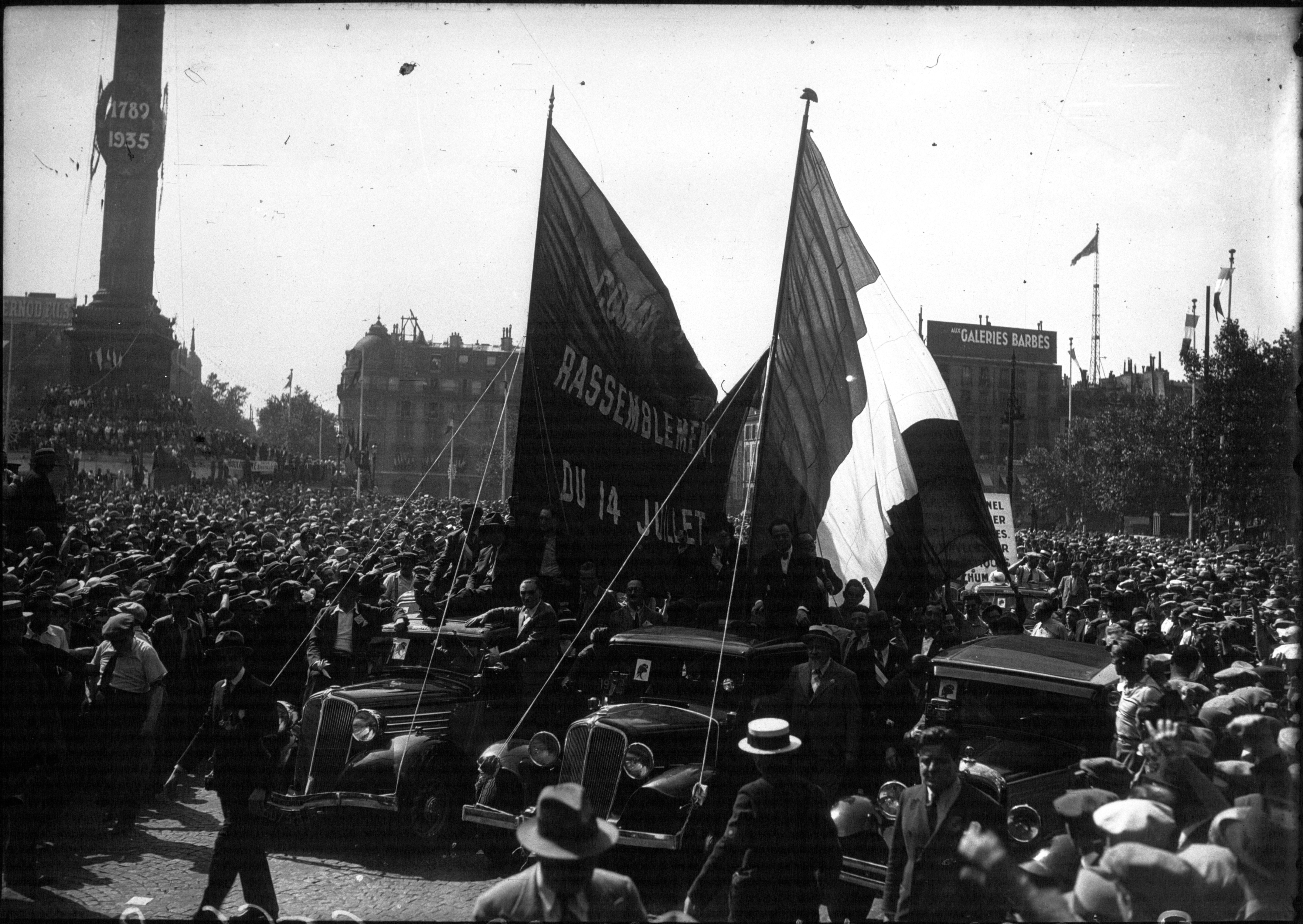
Manifestation du 14 juillet 1935, Paris, place de la Bastille.

- 14 juillet : le Front populaire organise un grand défilé unitaire à Paris aux mots d'ordre de « pain, paix et liberté », fondement de sa constitution à la fin de 1934[18].
- 16 juillet, 8 août et 30 octobre : décrets-lois de Pierre Laval mettant en œuvre une sévère politique déflationniste. Réduction de 10 % de toutes les dépenses publiques (État, collectivités locales, établissements publics et services concédés)[27]. Sont comprises les dépenses de personnel, mais aussi les arrérages des rentes et emprunts de l’État. Les dépenses sont réduites de 5 milliards de francs avec une baisse de 10 % du traitement des fonctionnaires. L'impôt général sur le revenu est majoré de 1,2 milliard de francs. Un décret-loi, pour éviter un trop lourd effort fiscal sur les ménages, réduit de 10 % des prix du gaz et de l’électricité, des loyers et des intérêts des dettes hypothécaires[28].
- 26 juillet : loi réservant l'exercice de la médecine et de l'art dentaire aux naturalisés ayant effectué leur service militaire en France, à la suite de la grève des facultés de médecine contre les « métèques » en février[29].
- 28 juillet : le Tour de France cycliste est remporté par le Belge Romain Maes, deuxième l'Italien Ambrogio Morelli à 17 min 52 s, troisième et vainqueur du classement de la montagne le Belge Félicien Vervaecke à 24 min 06 s[30].
- 30 juillet : décret-loi « relatif à la défense du marché des vins et au régime économique de l'alcool ». Création d'un « comité national des appellations d’origine des vins et des eaux-de-vie » (CNAO, futur INAO) et de la notion d'Appellation d'origine contrôlée[31]. Il prévoit une indemnité pour favoriser l'arrachage facultatif des vignes[32].

### Août
- 8 août : nouveau train de soixante et un décret-lois tendant à la reprise de l'activité économique et à la sauvegarde de l'épargne. Ils renforcent l'indépendance et la compétence du commissaire aux comptes[33].

### Septembre
- 23 septembre : le docteur Alexis Carrel, prix Nobel de Médecine en 1912, publie en français chez Plon son essais L'Homme, cet inconnu, best-seller mondial, dans lequel il développe ses idées eugénistes[34]. Il préconise « Le conditionnement des criminels les moins dangereux par le fouet, ou par quelque autre moyen plus scientifique » ainsi que la création d’un « établissement euthanasique, pourvu de gaz appropriés », en vue d’éliminer les délinquants les plus dangereux[35].
- 29 septembre : lancement de Radio Cité à Paris[36].

### Octobre
- 4 octobre : manifeste des intellectuels français pour la défense de l’Occident et la paix en Europe[37].
- 16 octobre : la Dépêche algérienne publie la « circulaire Barthel », adressée aux communistes d'Algérie. Elle fait scandale dans la presse européenne en proclamant : « La nation française n’est pas la nation du peuple d’Algérie, c’est une nation étrangère au peuple d’Algérie, c’est la nation oppresseuse, c’est la nation de l’impérialisme qui (…) s’est annexée l’Algérie et qui courbe sous l’esclavage la nation algérienne »[38].
- 23 octobre :
  - décret-loi régissant les manifestations sur la voie publique[39].
  - décret portant réglementation de l’importation, de la fabrication, du commerce et de la détention des armes[40].
- 25 octobre : décret instituant le contrôle financier des offices et des établissements publics autonomes de l’État[41].
- 30 octobre : nouveau train de décrets-lois. Le gouvernement prend 317 mesures diverses : réorganisation administrative, création de centres de rééducation des chômeurs, réorganisation des services du ministère du commerce, etc.[28]
  - décret-loi instituant le contrôle financier sur les sociétés, syndicats et associations ou entreprises de toute nature ayant fait appel au concours financier de l’État[41].
  - décret-loi instituant un comité professionnel de la meunerie et restreignant la production de farine[32].
  - décret-loi limitant la fabrication de la soie[42].
  - décret-loi unifiant le droit en matière de chèques et relatif aux cartes de paiement[43].
  - création des PSS (plan de surface submersible) pour gérer le risque d'inondation[44].

### Novembre
- 14-26 novembre : grève des forges d'Homécourt à Saint-Chamond contre la « rationalisation du travail »[45]. La grève s'accompagne pour la première fois d'une occupation des locaux. Les grévistes obtiennent des hausses de salaire, l’instauration de délégués du personnel et une classification des ouvriers en trois catégories en fonction de leur qualification[46].
- 16 novembre : fondation à Paris de la « Légion des Mille », association qui regroupe  « les mille plus jeunes et plus méritants  » volontaires ayant combattu dans les armées françaises pendant la Première Guerre mondiale[47].
- 22 novembre : fondation du Comité France-Allemagne. La propagande allemande se développe en France, particulièrement active dans la presse, sous l'impulsion d'Otto Abetz[48].

### Décembre
- 3 décembre : La Kermesse héroïque, film de Jacques Feyder. Apogée du réalisme poétique[49].
- 6 décembre : dissolution des milices armées des ligues[4].
- 10 décembre : présentation du pacte Hoare-Laval qui ratifie l'agression de l'Éthiopie par l'Italie ; il provoque le départ des radicaux du gouvernement en janvier 1936[23].

## Thématique
Crise nationale. L’opinion se divise : la droite nationaliste préconise la conciliation face aux dictatures, la gauche autrefois pacifiste réclame la fermeté face à Hitler et Mussolini.
Une nouvelle rechute de la production industrielle rend la situation économique aussi mauvaise au printemps qu’en 1932. De 42,4 milliards en 1931-1932, les recettes fiscales tombent à 31,9 milliards en 1935. Le déficit budgétaire passe de 5,5 à 10,4 milliards. L’équilibre ne peut être atteint, mais les efforts faits pour l’atteindre (augmentation des impôts, réduction des dépenses publiques) aggravent la crise et retardent sa solution. La politique de déflation (réduction par décret des prix de divers produits et compressions des dépenses publiques) mise en route à partir de juillet par le gouvernement Laval et poursuivie par le gouvernement Sarraut pour ramener les prix français au niveau de ceux des principaux partenaires commerciaux n'aboutit pas à la baisse des prix espérée, car le gouvernement en fait entretien l'inflation en comblant le déficit budgétaire par l'émission de bons du Trésor que les souscripteurs réescomptent auprès de la Banque de France. Ainsi les liquidités en circulation augmentent et stimulent la demande intérieure et l'industrie doit faire face par une hausse de sa production, alors que dans le même temps de mauvaises récoltes et le contingentement des importations poussent à l'augmentation des prix agricoles.
Le total des placements français à l'étranger se monte à 200 milliards de francs, mais ne rapporte que 2 milliards au lieu des 10 milliards espérés. L'emprunt a été balayé par la révolution soviétique, et la crise de 1929 a fait sombrer de nombreux investissements. Le sénateur Charles Dumont, président de la commission des emprunts-or, parle de « l'immense désastre des placements d'avant-guerre à l'étranger », aucune législation internationale ne protège la masse des petits porteurs.